# Skogshögskolans studentkår
Skogshögskolans studentkår är en studentkår vid Sveriges lantbruksuniversitets skogsvetenskapliga fakultet i Umeå. Tidigare ingick endast studenter som studerade till jägmästare och forstmästare i studentkåren, något som förändrades i slutet på 1990-talet.  
Studentkåren grundades under namnet Skogsinstitutets Elevkår 1905. Under denna tid var dåvarande Skogsinstitutets huvudsakliga verksamhet förlagd till Stockholm. År 1915 ombildades skogsinstitutet till Skogshögskolan och studentkåren fick sitt säte i både Garpenberg och Stockholm. 
Jägmästarstudenterna har sedan 1924 iklätt sig de karaktäristiska röd-gröna skogisvästarna, vilka sannolikt är inspirerade av dalkarlarnas folkdräkter. 
År 1977 bildades, efter beslut av Sveriges riksdag, Sveriges lantbruksuniversitet, SLU. Detta bildades från Lantbrukshögskolan, Veterinärhögskolan och Skogshögskolan, vilka samtliga blev fakulteter inom SLU. Från 1978 har därför Skogshögskolans studentkår sitt huvudsakliga säte i Umeå.